# Ivo Pogorelich

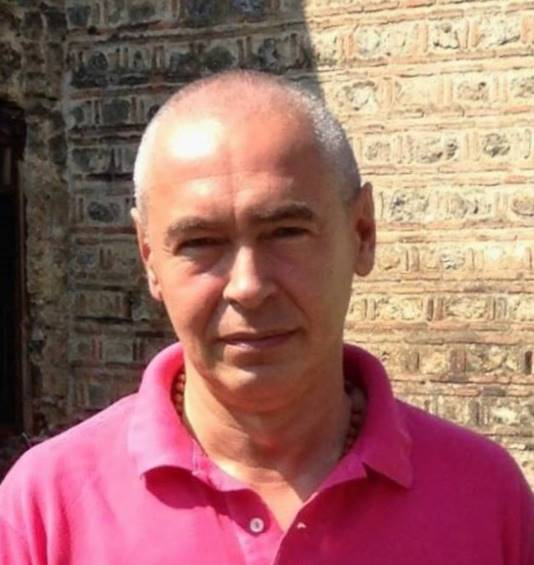
Ivo Pogorelich (2015)

Ivo Pogorelich (kroatisch: Ivo Pogorelić, serbisch:  Иво Погорелић; * 20. Oktober 1958 in Belgrad, Jugoslawien) ist ein kroatischer Pianist. Er ist für seinen teils exzentrischen Spielstil bekannt, der ihm eine große, ihn fast kultisch verehrende Fangemeinde einbrachte, aber auch scharfe Kritik von Musikexperten hervorrief.
Pogorelich avancierte in den frühen 1980er-Jahren zu einem Star der Klassikszene. Seine Konzerte und unorthodoxen Werkinterpretationen spalteten das Publikum und die Musikkritiker seit Beginn seiner Karriere bis in die Gegenwart in Bewunderer seiner pianistischen Meisterschaft und Skeptiker seiner betont individualistischen Interpretationen.
Bekannt wurde er durch einen Eklat: Einige Juroren des 1980 ausgetragenen Internationalen Chopin-Wettbewerbs in Warschau distanzierten sich gegenüber der Presse von dem Jury-Entscheid, Pogorelich nicht für die Endrunde zuzulassen. Nikita Magaloff, der wie Martha Argerich und Paul Badura-Skoda zu den protestierenden Juroren gehörte, erklärte den ungewöhnlichen Schritt des Öffentlichmachens der Jury-Interna damit, dass Pogorelich auf „höchstem Niveau“ spiele, „wie das wohl kaum sonst jemand auf der Welt heute kann“.

## Leben

### Ausbildung
Ivo Pogorelich, Sohn eines Kontrabassisten, begann seine Ausbildung am Klavier mit sieben Jahren in Belgrad. Er setzte sie 1970 an der Zentralen Musikschule in Moskau als Schüler von Jewgeni Timakin fort und wechselte anschließend an das Moskauer Tschaikowski-Konservatorium, um bei Wera Gornostajewa und Jewgeni Malinin weiter zu studieren.
Ab Oktober 1976 wurde Pogorelich zusätzlich von Aliza Kezeradze unterrichtet. Pogorelich beschrieb die Begegnung mit Kezeradze als „Wendepunkt“ in seinem Leben, da er sich damals in einer künstlerischen „Sackgasse“ befunden, aber durch sie neue Einblicke in die Ausdrucksmöglichkeiten des Klavierspiels bekommen habe. Seine „Auffassung und seine Herangehensweise an das Klavier“ sei durch ihren Einfluss „komplett“ verändert worden. Er weist der Pianistin, mit der er von 1980 bis zu ihrem Tod 1996 verheiratet war, maßgeblich seine künstlerische „Weiterentwicklung und seinen beruflichen Erfolg zu“.

### Klavierwettbewerbe
Im Jahr 1978 gewann Pogorelich den Alessandro-Casagrande-Wettbewerb im italienischen Terni und 1980 den Internationalen Musikwettbewerb in Montreal. Im selben Jahr nahm er am Warschauer Chopin-Wettbewerb teil und wurde über Nacht bekannt. Als Wettbewerbsteilnehmer war er aufgrund der viermaligen Vergabe der höchsten, aber auch der viermaligen Vergabe der niedrigsten Punktzahl nicht über die dritte Runde hinausgekommen, was einige der Juroren, darunter Magaloff und Badura-Skoda, zu öffentlichen Protesten veranlasste. Martha Argerich war derart erbost, dass sie die Wettbewerbs-Jury mit den Worten „Er ist ein Genie!“ verließ. Sie protestierte durch die Niederlegung ihres Amtes gegen das Bewertungssystem, welches „konservativen Stil-Puristen die Möglichkeit gab, jemanden auszupunkten, der einen völlig modernen und neuen Zugang zur Musik Chopins erschloss“. Über diesen Skandal wurde weltweit in den Medien berichtet. Harold C. Schonberg, der Musikkritiker der New York Times, schloss sich wie andere Fachleute der Einschätzung der aufbegehrenden Jury-Mitglieder an und bemerkte zu Pogorelichs Wettbewerbsleistung anerkennend: „Er ignorierte die Partitur und machte alles falsch. […] er ist eindeutig ein Genie“. Das Spiel des „brillant ausgestatteten Künstlers“, für den es keine technische Limitierung gebe, sei „voller architektonischer, dynamischer und rhythmischer Extreme“. Pogorelich, „in jeder Hinsicht unkonventionell“, habe die konservativen Jury-Mitglieder verschreckt, da er sich nicht an die Aufführtradition halte.
Die Warschauer Musikgesellschaft, eine Organisation zur Wahrung des Andenkens Chopins, arrangierte für Pogorelich nach seinem Ausscheiden aus dem regulären Wettbewerb ein Konzert, bei dem er von seinem zumeist jungen Publikum frenetisch bejubelt wurde. Die polnischen Musikkritiker ehrten ihn im Anschluss an das Konzert mit dem Sonderpreis außerordentlich originelles Pianistentalent.
Im Februar 1981 nahm Pogorelich für die Deutsche Grammophon seine erste Schallplatte unter dem Namen Chopin Recital auf. Der Tonträger, beworben als Pogorelichs „Antwort auf Warschau“, wurde in Deutschland nach seiner Veröffentlichung innerhalb eines Monats 20.000 Mal verkauft. Das Musiklabel nahm Pogorelich daraufhin unter Vertrag.
Jahre nach dem Chopin-Wettbewerb erläuterte Pogorelich, dass die Vorkommnisse in Warschau „magisch“ gewesen seien, er heute aber froh sei, die Zeit der Hysterie hinter sich zu haben. Sein Erfolg habe nichts mit Exzentrik, wie in der Presse oft fälschlich dargestellt, zu tun. In Warschau sei seine „Einstellung und seine Haltung zu Chopins Musik“ von der Öffentlichkeit falsch interpretiert worden. Die Juryentscheidung habe ihm zu schaffen gemacht und demotiviert, seine Herangehensweise an die großen Komponisten gewähre aber keinen Raum für Kompromisse, er versuche deren Intention so nahe wie möglich zu kommen. Pogorelich weist in Interviews und dem Dokumentarfilm Why Competitions zudem immer wieder auf die politische Dimension hin, die seiner Meinung nach dem Wettbewerbsentscheid von 1980 zugrunde liegt. Anlässlich eines Konzerts in Warschau im Jahr 2008 verlangte er demzufolge, „dass die Protokolle des damaligen Juryentscheides offengelegt werden“ sollen.

### Karriere

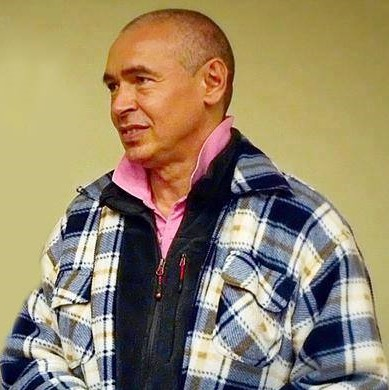
Ivo Pogorelich (2015)

Die Berichterstattung zum Chopin-Wettbewerb 1980, Pogorelichs erste Plattenaufnahme und die veröffentlichten Pressefotos, auf denen er mehr einem „New-Wave-Rocker“ als einem Musiker des klassischen Genres ähnlich sah, erzeugten Interesse weit über das Stammpublikum klassischer Klaviermusik hinaus. Joachim Kaiser erläuterte, ein klassikfernes Publikum „zum Kauf von Konzertkarten zu animieren“, war in der 2. Hälfte des 20. Jahrhunderts „nur drei seriöse[n] Pianisten“ vorbehalten: „Wladimir Horowitz, Friedrich Gulda und – Ivo Pogorelich“.
Das Medienecho auf die Konzerte war außergewöhnlich enthusiastisch. Der junge Pianist, dem eine „Aura aus eleganter Verträumtheit und Hochmut“ zugesprochen wurde, konnte in Folge „fabelhafte Honorare verlangen“ und „mit stets ausverkauften Sälen rechnen“. Pogorelich beschränkte sich auf ein kleines Repertoire. Kaiser verortete dies in seinem „penible[n] Sinn für die Verantwortung gegenüber großer Musik“. Pogorelich wende „sich nur mit originellen Interpretationen an die Öffentlichkeit“.
Die Berichterstattung konzentrierte sich aber nicht nur auf die musikalische Leistung. In einer Zusammenfassung des Spiegels zu den Pressestimmen der frühen 1980er Jahre wird eine Fokussierung auf Pogorelichs äußere Attribute deutlich. Zudem wurden Vergleiche zu Prominenten anderer Genres, darunter Kinski, Wilde und Nurejew bemüht. Der Independent bezeichnete ihn als „Mick Jagger der klassischen Konzertbühne“. Pogorelich wurde durch solche Medienzuschreibungen zum ersten „Popstar der Klassikszene“ stilisiert. Pogorelich unterstützte diese Zuschreibung durch provokante Aussagen: „Ich bin der Pianist, über den am meisten geschrieben wird, ich bekomme eine Rezension, wenn ich meinen Flügel abstaube“ und indem er neue, für einen klassischen Musiker ungewöhnliche Wege der Öffentlichkeitsarbeit beschritt. Er ließ sich u. a. als Model für Herrenmode in den Zeitschriften Esquire, Vogue und Égoïste abbilden und trat regelmäßig im Fernsehen als Talk-Gast auf. In Deutschland war er bei Bio’s Bahnhof,  in der tele-illustrierten  und Willemsens Woche  zu sehen. In Großbritannien widmete ihm Don Featherstone eine Folge der South Bank Show und zeigte Pogorelich in häuslicher Umgebung auf seinem Schloss in Schottland zusammen mit Aliza Kazeradze bei der Erarbeitung einer Partitur. Nach Pogorelichs Auftritt in Los Angeles auf der Hollywood Bowl 1985 vor 25.000 Zuschauern gab es Gerüchte über eine Filmrolle, die er an der Seite von Bo Derek und Josep Carreras übernehmen wolle.  Durch seine Nähe zur internationalen High Society, dem Jetset und Geldadel berichtete nicht nur das Feuilleton. In den 1980er Jahren war Pogorelich in allen Medien bis hin zum Boulevard präsent. Dadurch erreichte er eine Bekanntheit, wie sie in dieser Breite noch keinem klassischen Musiker zuteilgeworden war. Pogorelich äußerte dazu, dass öffentliche Aufmerksamkeit für einen Pianisten nicht unwichtig sei und er selbst an seinem Image, exzentrisch und arrogant, in jungen Jahren wie an „einem Spielzeug gebastelt“ habe. Durch eine negative Attribution könne die Gesellschaft „einen außergewöhnlichen Menschen“ leichter akzeptieren und den „Erfolg vergeben“. Warum die Menschen zu seinen Konzerten kämen, interessiere ihn aber nicht, sondern, was sie aus diesen mitnehmen würden. Kaiser attestierte, Pogorelich sei „nicht nur Exzentriker“ und sich seines Ruhms bewusst. Ihm gehe es musikalisch „bewundernswürdig um die Sache“, er nehme „jeden Ton todernst“. Dies goutiere das Publikum mit dem „Pogorelich-Phänomen“, einem „konzentriert, fasziniert, hingegeben[em]“ Zuhören. Der Musikkritiker Helmut Mauró sieht im Rückblick auf die Anfangsjahre demgemäß Pogorelichs „eigentliche Wirkung“ im Klavierspiel verortet. Er erläutert, dass nicht nur Pogorelichs „fulminante[n] Fingerfertigkeit […] einer männlich-kraftvollen Pranke“ überzeugte, sondern vor allem seine pianistische Fähigkeit, „einen Zustand der Konzentration soweit zu verdichten, dass er energiegeladene Kontemplation und schließlich Transzendenz ist“. Pogorelichs Andersartigkeit sei damals „glamourös kaschiert“ durch den Filter dessen attraktiver und „jugendlicher Erscheinung“ wahrgenommen worden, überwältige aber bis in die heutige Zeit durch „nachdenklich-kreative Sturheit, gepaart mit künstlerisch gelebtem Narzissmus“.
Pogorelich trat nach seinem fulminanten Karrierebeginn in den ersten zwei Jahrzehnten seines Musikerlebens an allen großen Konzerthäusern der Welt auf und spielte mit den renommiertesten Orchestern, so u. a. mit dem Boston Symphony Orchestra, dem London Symphony Orchestra, dem Chicago Symphony Orchestra, den Wiener Philharmonikern und den Berliner Philharmonikern. Er beschränkte sich dabei auf ungefähr 60 Konzerte pro Jahr, gemäß seiner Maxime „Kunst braucht Zeit“. Aufsehen erregte Pogorelich aber weiterhin nicht nur durch sein Klavierspiel, sondern auch durch Äußerungen über andere Musiker. Er kritisierte in Interviews u. a. Swjatoslaw Richter, Glenn Gould, Vladimir Horowitz, Luciano Pavarotti und nachdrücklich Herbert von Karajan, den er als „künstlerische Ruine“ bezeichnete. Der „streitbare Tastenlöwe“, dem die Musikkritik eine Vorliebe für das Extreme attestierte, hatte sich 1984 in Wien bei einer Orchesterprobe zu Tschaikowskis erstem Klavierkonzert mit dem Dirigenten aufgrund unterschiedlicher Tempi-Vorstellungen überworfen. Das für den darauffolgenden Tag angekündigte Konzert fand ohne Pogorelich statt.
Mitte der 1990er Jahre zog sich Pogorelich zunehmend aus dem regulären Konzertbetrieb zurück. Zum einen war er durch den Bürgerkrieg in seinem Heimatland, als Sohn einer serbischen Mutter und eines kroatischen Vaters, belastet, zum anderen hatte er mit gesundheitlichen Schwierigkeiten zu kämpfen. Nach dem krankheitsbedingten Tod seiner Frau im Jahr 1996 gab er die Konzerttätigkeit nach eigener Aussage gänzlich auf, da er es nicht ertrug, ein Klavier zu berühren, und Zeit zur Wiedererlangung seiner Kreativität benötigte. In den späten 1990er Jahren kehrte Pogorelich auf die Konzertbühne zurück, um sich durch Benefizkonzerte für soziale und kulturelle Einrichtungen seines auseinandergebrochenen Heimatlandes zu engagieren. Als UNESCO-Sonderbotschafter gab er weltweit Konzerte und sammelte Spenden für den Bau eines Mutter-Kind-Krankenhauses in Sarajevo. In gleicher Weise setzte er sich für den historischen Wiederaufbau des zerstörten Dubrovnik und karitative Organisationen ein. Pogorelich erklärte gegenüber der Presse, dass ihn die Bilder des menschlichen Leids in seinem Heimatland krank machten und es unmöglich sei, nur zuzuschauen.
Im Jahr 1999 und regelmäßig ab 2003 gastierte Pogorelich wieder auf deutschen Konzertbühnen. Er engagierte sich wie in den vorangegangenen Jahren für die Jugendarbeit und ließ das von ihm 1989 gegründete und bis 1996 jährlich ausgetragene Festival zur Förderung junger Künstler in Bad Wörishofen 2003 für eine Saison erneut aufleben. Pogorelich hatte bereits Mitte der 1980er Jahre in Kroatien eine Stiftung ins Leben gerufen, die junge talentierte Musiker auf verschiedene Weise unterstützt und fördert, sowie 1993 einen Klavierwettbewerb in Pasadena initiiert, bei dem er als „Namensgeber und Sponsor des Preisgeldes“ auftrat. Im Jahr 2006 konzertierte er zusammen mit der „Jungen Philharmonie Thüringen“, einem „vielversprechenden Nachwuchsorchester“, beim Kunstfest in Weimar. Für den 2016 erstmals ausgetragenen und jährlich stattfindenden Musikwettbewerb Manhattan International Music Competition in der Carnegie Hall, in der Pogorelich 1981 debütierte, fungiert er als Ehrenpräsident. Vereinzelt gibt Pogorelich jungen Musikern Meisterkurse.
Pogorelich konzertierte seit 2010 auf europäischen und ostasiatischen Bühnen und trat regelmäßig mit Orchester- und Soloprogrammen auf. Im Dezember 2017 war er erstmals wieder nach 28 Jahren Abwesenheit in seiner Geburtsstadt Belgrad zu hören. Er hat die Angewohnheit, sich nach Einlass des Publikums bis wenige Minuten vor Konzertbeginn in Freizeitkleidung auf der Bühne einzuspielen und während seiner Konzerte eine Partitur zu nutzen.
Im Frühjahr 2015 wurden die Aufnahmen Pogorelichs aus den Veröffentlichungsjahren 1981 bis 1997 von der Deutschen Grammophon neu aufgelegt. Die 12 Einspielungen zählen bis in die Gegenwart „zu den bestverkauften aus dem Klavierkatalog“ des Labels. Im Mai 2015 wurde die CD-Kollektion von der französischen Musikzeitschrift Diapason mit der „Goldenen Stimmgabel“ ausgezeichnet. Im November 2016 veröffentlichte Idagio, eine Internet-Plattform für klassische Musik, erstmals eine mehrere Monate verfügbare Aufzeichnung Pogorelichs nach 1998 mit Werken von Beethoven. Im April 2019 unterzeichnete Pogorelich einen Plattenvertrag mit Sony Classical.
Pogorelichs Repertoire reicht vom Barock über die Klassik und Romantik bis ins 20. Jahrhundert. Er blieb weiterhin seinem Postulat der Anfangsjahre, eine begrenzte Anzahl von kompositorischen Werken intensiv über einen langen Zeitraum zu studieren, treu. Pogorelich lebt in Lugano.

## Wirkung
Pogorelich ist für seinen „eigenwilligen, manieristischen Interpretationsstil“ klassischer Klavierkompositionen bekannt, der die „Grenzen der Werktreue“ hinsichtlich Tempivorgaben überschreitet. Durch seine individuelle Gestaltung der „dynamischen Vorschriften“ und des Zeitmaßes der Originalkomposition erzeugt er „ungewöhnlich starke Kontraste“ und „subtile Nuancierungen“ der „Klangfarben-Dynamik“. Er „versteht sich nicht als notengetreuer Anwalt der Partitur, er sucht vielmehr die Essenz, die hinter ihr steht“ und die „vielleicht nicht einmal dem Komponisten bewusst war“. Seine radikalen Interpretationen werden demzufolge entweder als Erlebnis oder als Zumutung, als „genial“ oder als „undiskutabel“ beschrieben. Die „Verfremdungstechniken, mit denen Pogorelich die Originalwerke“ vorträgt, werfen in Konzertkritiken immer wieder die Frage auf: „Wie viel kreative Freiheit darf sich ein Interpret herausnehmen?“.
1980 schied Pogorelich in der dritten Runde des X. Internationaler Chopin-Wettbewerbs in Warschau aus, was zu geteilten Meinungen der Jury führte. Eine der Juroren, Martha Argerich, bezeichnete ihn als „Genie“ und trat aus Protest aus der Jury aus. Zwei weitere Juroren erklärten, es sei „undenkbar, dass ein solcher Künstler es nicht ins Finale schafft“. Andere Richter äußerten sich jedoch über ihre Missbilligung von Pogorelichs Exzentrizitäten. Eugene List gab ihm eine sehr niedrige Punktzahl und erklärte: „Er respektiert die Musik nicht. Er verwendet Extreme bis zur Verzerrung. Und er spielt zu viel auf.“ Louis Kentner trat zurück, nachdem alle seine Studenten in der ersten Stufe aus dem Wettbewerb ausgeschieden waren, und sagte: „Wenn Leute wie Pogorelich es in die zweite Stufe schaffen, kann ich nicht an der Arbeit der Jury teilnehmen. Wir haben unterschiedliche ästhetische Kriterien.“ Nichtsdestotrotz half die Bekanntheit des Skandals Pogorelich beim Start seiner Karriere.
Pogorelichs Auftritte waren oft umstritten. Seine Interpretationen kamen beim Konzertpublikum gut an, aber nicht immer bei der Kritik. Der englische klassische Pianist Peter Donohoe bemerkte während Pogorelichs Karriere eine Reihe von „demütigenden Angriffen“ (“humiliating attacks”) von Kritikern, während er meinte, sein Ruhm sei eher auf „LKW-Ladungen von Werbung im Pop-Stil basierend auf seinen Exzentrizitäten“ als auf sein Talent zurückzuführen. Seine frühe Aufnahme von Prokofievs Sechster Sonate wurde hoch gelobt, darunter eine Rosette im Penguin Guide to Classical Recordings. Der Kritiker der New York Times, Harold C. Schonberg, kritisierte Pogorelich jedoch für sein ungewöhnlich langsames Tempo in Beethovens Op. 111 Sonate, und sagte, Pogorelich „scheint verzweifelt zu versuchen, der Glenn Gould des romantischen Pianismus zu sein (mit einigen von Goulds Exzentrizitäten, aber nicht von seiner besonderen Art von Genie)“. Zwanzig Jahre später rezensierte ein anderer Kritiker der New York Times, Anthony Tommasini, eine Aufführung desselben Stücks und schrieb: „Hier ist ein immenses Talent auf tragische Weise vom Weg abgekommen. Was ist schief gelaufen?“
Pogorelichs Rezital-Programm 2015 an der Royal Festival Hall polarisierte wie in den Jahren zuvor und wurde von der Musikkritik sehr unterschiedlich aufgenommen. Seine Leistung wurde von britischen Kritikern weithin verrissen. Im Guardian wurde sein Vortrag als „erbärmlich“ und „zutiefst unmusikalisch“ bezeichnet. In der Süddeutschen Zeitung wurde das gleiche Programm hingegen als „Hartes Tongeröll, beidhändig aufgetürmt zu Gebirgen von expressionistischer Bildkraft“ gewertet und Pogorelich als das Gegenteil eines „Tastencharmeurs“ oder „Gefälligkeitskünstlers“ beschrieben. Seine Kunst sei „die Begegnung mit der Kunst, der Prozess des Wiedererschaffens, […] des Verstehens und des Wiederbelebens“ der Klangwelten, dem „Denken und Empfinden“ der alten Meister.
Von seinem Stammpublikum „junger und jung gebliebener Klavierliebhaber“ wird Pogorelich aufgrund seiner Werkinterpretationen beinah kultisch verehrt. Pogorelich sei „der radikalste und spannendste Denker der großen Pianisten“, „das grandiose Gegenteil des Klassik-Zirkus“, seine Konzerte die „Kunst der perfekten Freiheit“. Durch sein „grundsätzliches Misstrauen gegenüber den kompositorischen Vorgaben“ würden Pogorelichs Interpretationen „zum Nachdenken der Musik über sich selbst“.
Allgemein anerkannt ist seine souveräne Beherrschung höchster technischer Schwierigkeiten, insbesondere bei Maurice Ravels Gaspard de la nuit und der von ihm bis heute favorisierten Zugabe Islamej von Balakirew. Als „brillanter Techniker“ verfügt er über „sämtliche Anschlagnuancen“.

## Aufnahmen (Auswahl)

### Tonträger
- Ivo Pogorelic – Prokofjev, Debussy, Kelemen. Sergei Prokofjew: Klaviersonate Nr. 6 A-Dur op. 82, Claude Debussy: Prélude Nr. 5 – Deuxième Livre, Milko Kelemen: Thema und Variationen. (Jugoton, 1978.)
- Frédéric Chopin – Recital. Klaviersonate Nr. 2 b-Moll op. 35, Prélude cis-Moll op. 45, Scherzo Nr. 3 cis-Moll op. 39, Nocturne Nr. 2 Es-Dur op. 55, Etüden Nr. 8 F-Dur und Nr. 10 As-Dur op. 10, Etüde Nr. 6 gis-Moll op. 25 Nr. 6. (Deutsche Grammophon, 1981. Aufnahme im Februar 1981 im Herkulessaal München.)
- Ludwig van Beethoven: Klaviersonate Nr. 32 in c-Moll op. 111 und Robert Schumann: Sinfonische Etüden op. 13, Toccata C-Dur op. 7. (Deutsche Grammophon, 1982. Aufnahme im September 1981 im Herkulessaal München.)
- Maurice Ravel: Gaspard de la nuit und Sergei Prokofjew: Klaviersonate Nr. 6 A-Dur op. 82. (Deutsche Grammophon, 1982. Aufnahme im Oktober 1981 in der Hochschule für Musik und Theater München.)
- Frederic Chopin: 2. Klavierkonzert f-Moll op. 21 mit dem Chicago Symphony Orchestra unter Claudio Abbado und Polonaise fis-Moll op. 44. (Deutsche Grammophon, 1983. Aufnahme am 4. und 5. Februar 1983 in der Orchestra Hall, Chicago.)
- Ivo Pogorelich spielt Frederic Chopin. Preludes Nr. 21 B-Dur, Nr. 22 g-Moll, Nr. 23 F-Dur und Nr. 24 d-Moll op. 28, Prelude cis-Moll op. 45, Etüden Nr. 8 F-Dur und Nr. 10 As-Dur op. 10, Etüde Nr. 6 gis-Moll op. 25, Ballade F-Dur op. 38, Nocturne Nr. 2 Es-Dur op 55, Scherzo cis-Moll op. 39, Mazurken Nr. 1 a-Moll, Nr. 2 As-Dur und Nr. 3 fis-Moll op 59. (Capriccio/Delta Music, 1984. Aufnahme im Oktober 1980, Warschau.)
- Johann Sebastian Bach: Englische Suiten Nr. 2 a-Moll BWV 807 und Nr. 3 g-Moll BWV 808. (Deutsche Grammophon, 1986. Aufnahme im Oktober 1985 im Salle de Musique in La Chaux-de-Fonds.)
- Pjotr Tschaikowski: 1. Klavierkonzert b-Moll op. 23 mit dem London Symphony Orchestra unter Claudio Abbado. (Deutsche Grammophon, 1986. Aufnahme am 9. und 10. Juni 1985 in der Town Hall Watford, London.)
- Frederic Chopin: 24 Préludes op. 28. (Deutsche Grammophon, 1990. Aufnahme im Oktober 1989 in der Friedrich-Ebert-Halle Hamburg.)
- Franz Liszt: Klaviersonate h-Moll. Alexander Skrjabin: 2. Klaviersonate gis-Moll op. 19. (Deutsche Grammophon, 1992. Aufnahme im Dezember 1990 im Beethovensaal Hannover.)
- Joseph Haydn: Sonaten in D-Dur, Hob.XVI:19 und As-Dur, Hob.XVI:46. (Deutsche Grammophon, 1992. Aufnahme im Juli/August 1991 im Beethovensaal Hannover.)
- Domenico Scarlatti: Sonaten c-Moll K. 11, d-Moll K. 9, E-Dur K. 135, g-Moll K. 8, h-Moll K. 87, C-Dur K. 159, d-Moll K. 1, E-Dur K. 380, C-Dur K. 487, D-Dur K. 119, E-Dur K. 20, e-Moll K. 98, G-Dur K. 13, g-Moll K. 450, B-Dur K. 529. (Deutsche Grammophon, 1992. Aufnahme im September 1991 im Beethovensaal Hannover.)
- Johannes Brahms: Capriccio fis-Moll op. 76, Rhapsodien b-Moll und g-Moll op. 79, Drei Intermezzi op. 117, Intermezzo Nr. 2 op. 118. (Deutsche Grammophon, 1992. Aufnahme im Juni 1992 in der Friedrich-Ebert-Halle Hamburg, die drei Intermezzi im Juli 1991 im Beethovensaal Hannover).
- Wolfgang Amadeus Mozart: Sonate Nr. 5 G-Dur KV 283, Klaviersonate Nr. 11 A-Dur KV 331, Fantasie d-Moll KV 397. (Deutsche Grammophon, 1995. Aufnahme im Juni 1992 in der Friedrich-Ebert-Halle Hamburg.)
- Modest Mussorgski: Bilder einer Ausstellung und Maurice Ravel: Valses nobles et sentimentales. (Deutsche Grammophon, 1997. Aufnahme im August 1995 in der Henry Wood Hall in London.)
- Frederic Chopin: Scherzi, Nr. 1 h-Moll op. 20, Nr. 2 b-Moll op. 31, Nr. 3 cis-Moll op. 39, Nr. 4 E-Dur op. 54. (Deutsche Grammophon, 1998. Aufnahme im September 1995 im The Colosseum in Watford.)

### DVDs
- Ivo Pogorelich Recital. Bach – Scarlatti – Beethoven. J. S. Bach: Englische Suiten Nr. 2 a-Moll BWV 807 und Nr. 3 g-Moll BWV 808. D. Scarlatti: Sonaten C-Dur K.487, E-Dur K.20, e-Moll K.98, g-Moll K.450, d-Moll K.1, C-Dur K.159. Beethoven: Klaviersonate Nr. 11, Für Elise. (Deutsche Grammophon, 2005. Bach-Aufnahme, Vicenza, Italien im Oktober 1986, Scarlatti- und Beethovenaufnahmen im Schloss Eckartsau, Österreich im Januar 1987.)
- Ivo Pogorelich in Castello Reale Di Racconigi. Chopin – Haydn – Mozart. Chopin: Polonaise Nr. 2 c-Moll op. 40, Klaviersonate Nr. 3, Nocturn Nr. 2 Es-Dur op. 55, Prélude cis-Moll op. 45, Hayden: Sonate in As-Dur Hob.XVI:46. Mozart: Sonate Nr. 11 A-Dur KV 331. (Deutsche Grammophon, 2007. Aufnahme in Turin, Italien im April und Mai 1987.)
- Ivo Pogorelich – RECITAL – Beethoven/Chopin/Scriabin. Chopin: Sonate Nr. 2 b-Moll, Polonaise fis-Moll, Préludes Nr. 21 B-Dur op. 28. Beethoven: Klaviersonate Nr. 27 op. 90, Klaviersonate Nr. 32 in c-Moll op. 111, Alexander Scriabin: Etüde Nr. 2 fis-Moll op. 8, Deux Poémes Fis-Dur und D-Dur op. 32. (Naxos, 2009. Aufnahme in der Villa Contarini, Italien zwischen dem 2. und 14. August 1987.)

## Auszeichnungen (Auswahl)
- 1978: 1. Preis beim Casagrande-Wettbewerb im italienischen Terni
- 1980: 1. Preis beim Internationalen Musikwettbewerb in Montreal
- 1980: außerordentlich originelles Pianistentalent, Sonderpreis der polnischen Musikkritiker
- 1981: Orlando (Nationaler kroatischer Fernseh- und Radiopreis für die beste Aufführung beim Sommer-Festival in Dubrovnik)[82]
- 1993: Abrassador Award for Excellence der Weltweiten Kirche Gottes, Pasadena.[83]
- 1985: Vladimir Nazor Award des kroatischen Kulturministeriums[84]
- 1990: Rosette des Penguin Guide to Recorded Classical Music für die Einspielung der Klaviersonate Nr. 6 A-Dur op. 82 von Sergei Prokofjew.[85]
- 1997: Porin Award für das Lebenswerk (Nationaler kroatischer Musikpreis)[86]
- 1997: ECHO Klassik in der Kategorie Instrumentalist des Jahres für die Einspielung Bilder einer Ausstellung von Modest Mussorgski[87]
- 1999: Orden Kroatischer Morgenstern mit dem Antlitz von Marko Marulić[88]
- 2002: Milka Trnina Award der Gesellschaft der kroatischen Musiker[89]
- 2015: Goldene Stimmgabel der französischen Musikzeitschrift Diapason
- 2016: Fürst-Branimir-Orden mit Halsband[90]